# Halblech
Halblech é um município da Alemanha, situado no distrito da Algóvia Oriental, no estado da Baviera. Tem 125,50 km² de área, e sua população em 2019 foi estimada em 3 520 habitantes.